# Augustin Emil Dorničák
Augustin Emil Dorničák (7. září 1929 Tichov – 8. srpna 2008 Brno) byl kněz a augustinián, převor augustiniánského konventu v Domažlicích.

## Život

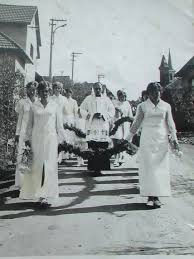
Emil Dorničák při primici v Tichově

Narodil se v Tichově na Moravě. Po dokončení 5. třídy obecné školy začal studovat na gymnáziu v Praze. Při studiích bydlel v konviktu u augustiniánů. Konvikt byl za 2. světové války zrušen a mladý student byl poslán do konventu v Domažlicích. Na domažlickém gymnáziu dokončil studia a odmaturoval v r. 1951. Mezitím, r. 1950, byl domažlický klášter násilně zrušen. Emil Dorničák poté studoval na Pedagogické fakultě v Olomouci a po absolvování studií působil jako učitel, postupně na několika školách. Později byl nějaký čas zaměstnán jako dělník.
Od r. 1968 studoval teologii v Olomouci, kde tehdy byla na krátký čas obnovena činnost teologické fakulty. Následně studia dokončil v Litoměřicích. V té době vstoupil do augustiniánského řádu, kde přijal řeholní jméno Augustin. V tomto řádu složil slavné sliby a 26. června 1972 přijal z rukou kardinála Trochty kněžské svěcení. Primiční mši svatou sloužil v basilice Všech svatých při bývalém klášteře augustiniánů v České Lípě. Postupně působil v Dolní Poustevně a Lobendavě na Děčínsku, v letech 1982–1990 pak v Bakově nad Jizerou.
V letech 1990–1998 působil v Domažlicích jakožto převor. Zároveň byl ex currendo administrátorem farností Milavče a Folmava. Vedle starosti o domažlický klášter též působil v letech 1992–1996 jako pedagog na místním gymnáziu. V roce 1998 odešel na odpočinek do kláštera v Brně, kde o deset let později zemřel.